# Breves (Brazylia)
Breves – miasto i gmina w Brazylii, w stanie Pará. Znajduje się w mezoregionie Marajó i mikroregionie Furos de Breves.